# マルチメディア
| \| \| \| \| \| テキスト \| オーディオ \| 静止画 \| \| \| \| \| \| アニメーション \| 実写映像 \| インタラクティブ性（英語版） \| |            |                    |
| |            |                    |
| テキスト | オーディオ | 静止画             |
| |            |                    |
| アニメーション | 実写映像   | インタラクティブ性 |

マルチメディア（英語：multimedia、日本語訳: 複合媒体）は、複数のコンテンツの形式、例えばテキスト、オーディオ、静止画、動画、インタラクティブな要素などを、単一のデジタルプラットフォームやアプリケーションに統合されたものを指す。この統合により、従来の単一コンテンツのメディアと比べて、より没入感があり、魅力的な体験を提供することが可能となる。マルチメディアは、教育、エンターテインメント、コミュニケーション、ゲームデザイン、デジタルアートなど、さまざまな分野で活用されており、現代のテクノロジーやメディアにおけるその広範な影響が示されている。
マルチメディアには、さまざまな種類のコンテンツが含まれ、それぞれ異なる目的を果たしている：
- テキスト：マルチメディアの基礎であり、文脈や情報を提供する。
- オーディオ：体験を豊かにする音楽、効果音、音声などが含まれる。近年の発展には空間オーディオや高度なサウンドデザインなども含まれている。
- 静止画像：写真やイラストなどの静止視覚コンテンツ。進化したものに高解像度画像や3Dイメージング技術が含まれる。
- 動画：動きのある画像（映像）で、動的な視覚コンテンツを伝える。ハイディフィニション（HD）、4K、360度動画などの革新により、視聴者の没入感が高まっている。
- アニメーション：静止画像から動きのある映像を作り出す技法で、映画、テレビ、ビデオゲームなどでキャラクターやストーリーに命を吹き込むのに使用される。

マルチメディアは、コンピューター、ノートパソコン、スマートフォン、その他の電子機器で再生するために記録することができる。マルチメディアの初期には、「リッチメディア」という用語はインタラクティブマルチメディアと同義であった。時が経つにつれて、ハイパーメディアの拡張によってマルチメディアはワールドワイドウェブに広がり、ストリーミングサービスがより一般的になっていった。

## 歴史

### 前史

#### ハイパーテキストの構想
1945年、Memexと呼ばれる人類史上初のハイパーテキストのプロジェクトが立ち上がった。Memexで説明されていた、フィルムを記録媒体とした実現方法には無理があったものの、文書同士の参照関係を辿って情報を参照できるシステムの構想で、今日のWorld Wide Webの基礎となる構想であった。

#### 芸術表現
1960年代、光によるショーや、スライド・ショーとロックンロールを一つにしたものをマルチメディアと呼んだ。複数の種類の媒体を組み合わせる方法論はアナログの媒体でも試みられていた。

#### XEROX社におけるGUI搭載マシンの研究開発
マルチメディアにおいて不可欠なGUIの研究開発はXEROX社のパロアルト研究所のAltoプロジェクトが最初である。コンピュータを用いたマルチメディアはGUIの始祖である1973年のXerox Altoで人類史上初めて実現されたが、当時の技術水準が低かったため、モノクロのグラフィックしか描けなかった。また、1000万円を超える高価なマシンであるため、研究機関のみで用いられた。但し、コンピュータと言えばメインフレームかミニコンピュータかと言った時代にあって、個人向けのコンピュータの姿を提示したXerox Altoは極めて先進的な存在であったと言える。
その後、パロアルト研究所の研究成果を元に別の部署で開発され、1981年に発売された後継機のXerox Starはワークステーションとして完成された製品に仕上げられたが、未だ一般向けのデスクトップパソコンすら存在しない時代において、その先進性からあまりに高価過ぎたため、売れ行きは芳しくなかった。
XEROX社が開発したGUI搭載マシンのルック・アンド・フィールは、後のアップルのLisaやMacintosh，マイクロソフトのWindows，UNIXのX Window Systemなどで参考にされている。

### CGワークステーションに始まるマルチメディアの爆発的普及
前史の節にもある通り、1980年代前半までにもマルチメディアを実現したコンピュータはXeroxのワークステーションを中心としていくつか発売されていたが、当時の技術水準ではコストが高過ぎたため全く普及しなかった。
1980年代後半以降、インターネットを実現するための情報スーパーハイウェイ、GUIを基本とするオペレーティングシステムとパーソナルコンピュータにより、様々なメディアから発信されてくる情報データに対し「情報の消費者」であったユーザを、「情報の発信者」にもすることのできる技術が可能になった。「情報収集」と「情報処理」が双方向対話型（Interactive）の「情報伝達方式」と一体となった「技術」がマルチメディアと呼ばれた。その後、マルチメディアを活用した新たなビジネスモデルの構築やベンチャービジネスが活性化し、それら企業に投資するというITバブル時代が到来することになる。
1980年代、ビデオテックスと呼ばれる、文書と画像をネットワークでダウンロードして表示できる情報閲覧システムが商業展開された。フランス政府が無料で端末を配布して普及させたミニテル以外は、コンテンツ不足から広く普及しなかったが、システム性能が低く表示が質素な事以外は現代のWorld Wide Webで行える事の殆どが実現されていた。ビデオテックスの時代にはまだマルチメディアという言葉は一般的ではなかった。
1980年代後半にはGUIを搭載したAmigaが安価な値段で発売されて一部で話題となっていたものの、それ以外を見れば色数の少ないホビーパソコンやモノクロのMacintoshやUNIXワークステーションしか存在しなかった。従って、1980年代後半までのマルチメディア環境は事務的な文書作成に使われることがほとんどであった。
その後、1990年代にシリコングラフィックスの製品を初めとしたCGワークステーションが普及し始め、それらのCGワークステーションで映画やゲームなどが制作されるようになるとともに、PCやゲーム機の画面出力もリッチになって、マルチメディアブームが発生、一般人を巻き込んでCD-ROMなどの大容量パッケージメディアも大きく注目された。家庭用ゲーム機にも続々とCD-ROMドライブが搭載され、文字，音声，画像，動画を組み合わせた大作ゲームが出たことで、マルチメディアは家庭用ゲームの分野で一般化した。特に、MYST，Dの食卓，ファイナルファンタジーVIIなどが美麗な映像表現で注目を集めた。
2000年以降にはインターネットが広く普及してオンラインゲームやWebサイトという形で一般化した。2000年代の日本ではiモードと呼ばれるWebの簡易版のようなサービスが普及した。工場や医療現場などでも動画やセンサーデータなどの複数の情報を統合して閲覧できるシステムが普及し、状況把握が容易になった。
2010年代に入ってVRやAIやIoTなどが流行し、ゲーム，興行，デジタルサイネージ，メディアアートなどという形で実空間を巻き込みながら進化を続けている。2010年代後半にはSNSにおけるマルチメディアを活用した情報共有が当たり前となり、スマートフォンでコンテンツの作成と共有が行えるようになったことで産業，政治，戦争などの人類の諸活動のあり方を大きく変えていった。20世紀末より、情報の利活用はますます重要なテーマになってきており、マルチメディアは常に研究・開発の対象であり続けている。
最近は特にコンピュータとインターネットを中心とし、文字、映像、動画、音声など従来別個のものとして扱われてきた様々なメディアを、デジタルデータ化することで同一のレベルで処理、既成の概念とは異なる方法で消費者に提供したり、加工して発信したりすることが可能になった。メディア処理には専用のソフトウェアが必要であり、一般にメディアプレーヤーと呼ばれる。また、文字だけでなく画像，動画，音声の再生に対応したコンピュータシステムをマルチメディアと言うことがある。
転じて、今までコンピュータで扱うのが難しかった映像メディア、音声メディアなどを（単一のメディアとして扱っていても）マルチメディアと呼ぶこともある。
CG-ARTS協会が1996年から実施している「マルチメディア検定」では多様なコンテンツを作成できる能力、多様なメディアを使いこなすことができる能力の評価に重点が置かれている。
かつて「ネオダマ」（ネットワーク、オープンシステム、ダウンサイジング、マルチメディア）という言葉が、コンピュータビジネスの世界で成功キーワードとされたことがあった。
ゲームビジネスにおいては、極端にゲーム性の低い作品(本のようにページをめくるだけ、簡単な分岐程度の選択肢など)に「マルチメディア作品」と付けられることが多かったことから、ゲーム業界においては蔑称として用いられることもある。
出版業界を主として、クロスメディアやメディアミックスのことをマルチメディアと呼ぶことがある。例えば、漫画や小説などの出版物原作を積極的にアニメ化やゲーム化、ドラマCD化していくことを「マルチメディア展開」や「多メディア展開」と呼ぶなど。これらは、他メディアへ移植する際に原作のデータをそのまま使うことが不適切な場合が多いため一般的な意味でのワンソース・マルチユースとは異なるが、「原作となる著作をソースとした二次著作を多数用いる」という意味でワンソース・マルチユースであると解釈される場合がある。

## 語源
1960年代、光によるショーや、スライド・ショーとロックンロールを一つにしたものをマルチメディアと呼んだ。

## 代表的な例
- グラフィックと双方向性を多用したWWWによるホームページの発信＝マスメディアからの脱却
- 音楽ダウンロードサービスと携帯音楽プレイヤーの連携＝CDメディアからの脱却
- デジタルカメラで撮影した画像の加工・編集とコンピュータとの連携＝紙メディアからの脱却
- ビデオカメラで撮影した動画の加工・編集とコンピュータとの連携＝従来メディアからの脱却
- CD-ROMによる文字や写真、動画をミックスした媒体 =従来メディア、紙メディアからの脱却
- インターネットを活用した仮想商店街(e-コマース)の構築＝従来ビジネスからの脱却

これらが相互に連携して新たなビジネスモデルを構築している例も多い。

## バズワードだった「マルチメディア」
1980年代から1990年代にかけて、テレビ受像機などに規格としての普及が不十分なデジタル映像入力端子が付いていたり、パソコンにテレビを受信できる機能やCD-ROMが搭載されているだけでも、「ニューメディア対応テレビ」、「マルチメディアパソコン」という言葉を使って商品を差別化している例が見られた。言葉の意味そのものは2000年代の「マルチメディア」を志向してはいるのだが、技術や規格の成熟度、インフラ、アプリケーションが不十分なままで用いられて、一種のバズワードになっていた。
1980年代のビデオテックスなど、キラーコンテンツに恵まれず空回りに終わった「ニューメディア」の失敗に懲りた人々は、比較的冷静にマルチメディアという新しい言葉を受け止めていた。
1990年代、流行に敏感な情報系あるいはデザイン系の専門学校に、相次いで「マルチメディア科」という名称の学科が設置され、学生数の獲得に成果をあげた。しかしゲーム開発やアニメーション・映像制作には機材整備に多大な費用がかかり、指導カリキュラムも混乱する状態が続き、多くの学校が数年で学科を再編成せざるを得なくなった。その後コンピュータグラフィックス、アニメーション、ゲーム、コンピュータミュージックといった、より具体的なアプリケーション名が学科の名称となり、マルチメディアは過去の言葉となった。

## その他の意味
- 1980年代にはパソコンの宣伝文句として、磁気テープ以外にフロッピーディスクやハードディスクが記録メディアとして利用できることをマルチメディアと称していた[4]。

- 家電量販店のヨドバシカメラでは、店舗名に「マルチメディア」を冠することで、幅広い品目を取り扱っていることをアピールしている。「マルチメディア」がバズワードでなくなってからもこの命名法は続いている。